# Gli accontentabili
Gli accontentabili è un singolo del rapper italiano Frankie hi-nrg mc, il terzo estratto dal terzo album in studio Ero un autarchico e pubblicato nel 2004.

## Descrizione
La canzone, che molti considerano molto simile nel significato a Quelli che benpensano, è effettivamente il ritratto di una famiglia odierna, con tutti i suoi vizi: mogli che vogliono sembrare più giovani di quello che sono, influenzando negativamente anche le figlie, e mariti pigri e svogliati che non muovono un dito, lamentandosi sempre del loro stato.
Nel singolo sono presenti vari remix del brano, di cui tre prodotte da Big Fish, ex beatmaker del gruppo rap Sottotono e da Alberto Brizzi.

## Tracce
CD promozionale
1. Gli accontentabili

CD maxi-singolo
1. Gli accontentabili (Versione Album)
2. Gli accontentabili (Fish Radio Remix)
3. Gli accontentabili (RemiSSS)
4. Gli accontentabili (Fish Extended Remix)
5. Gli accontentabili (Fish Radio Instrumental)